# Avant-prog
L'avant-prog, une abréviation pour rock progressif avant-gardiste, est un genre musical ayant émergé à la fin des années 1970 pour différencier deux genres distincts de rock progressif : Rock in Opposition (RIO) et l'école de Canterbury.

## Histoire
Nombre de groupes et artistes issus des États-Unis, d'Europe et du Japon, « ont commencé à écrire des morceaux principalement instrumentaux basés sur la complexité tout en évitant de pomper sur les gros groupes de rock progressif. » Certains groupes, comme Thinking Plague et Motor Totemist Guild préfèrent travailler sur des morceaux à l'instrumentation riches mais aussi adopter la libre improvisation, le collage sonore, et autres techniques avant-gardistes. Ces artistes cumulent sur des labels tels que Cuneiform (États-Unis), Recommended (plus tard ReR Megacorp, Angleterre) et Rec Rec (Suisse).

## Artistes notables
- Birdsongs of the Mesozoic[1]
- Boud Deun[1]
- Closure in Moscow[2]
- Doctor Nerve[1]
- Bob Drake[3]
- Circle[4]
- Forever Einstein[1]
- Guapo[5]
- Henry Cow[6]
- Kiran Leonard[7]
- Miriodor[1]
- Motor Totemist Guild[1]
- The Muffins[1]
- News from Babel[1]
- Thinking Plague[1]
- Tomahawk[8]
- Univers Zéro[9]
- Zs[10]